# 반힘줄근
반힘줄근(semitendinosus, /ˌsɛmiˌtɛndɪˈnoʊsəs/) 또는 반건양근(半腱樣筋)은 넓적다리 뒤쪽 얕은쪽에 위치한 근육이다. 닿는곳에 매우 긴 힘줄을 가지고 있어 이런 이름이 붙여졌다. 넓적다리의 뒤안쪽에 있으며 반막근이 반힘줄근의 깊은쪽에 있다.

## 구조
닿는곳의 긴 힘줄이 특징적인 반힘줄근은 넓적다리의 뒤안쪽에 위치한다.
궁둥뼈결절의 윗부분에서 반힘줄근은 넙다리두갈래근 긴갈래와 같은 힘줄로 시작되며, 두 근육의 인접한 표면을 이는곳에서 7.5cm 정도의 구간 동안 연결하는 널힘줄도 반힘줄근의 이는곳 역할을 한다.
모양은 방추형이며 넓적다리의 중간보다 약간 아래쪽에서 길고 둥근 힘줄로서 끝난다. 이 힘줄은 다리오금의 안쪽 면을 따라 놓여 있으며 정강뼈의 안쪽관절융기 주변을 돌아 무릎관절의 안쪽곁인대를 지나간다. 안쪽곁인대와 반힘줄근의 힘줄은 윤활주머니에 의해 나누어져 있다. 힘줄은 정강뼈몸통 안쪽의 윗부분에 닿는다.
반힘줄근은 반막근보다 얕은쪽에 위치한다. 반막근과 반힘줄근은 그 이는곳과 닿는곳이 매우 가깝다. 그러나 반막근이 반힘줄근보다 더 넓고 납작한 모양이기 때문에 반막근을 표면에서 직접 촉진하는 것이 가능하다.
닿는곳에서 반힘줄근은 다리의 깊은근막으로 연장되며 넙다리빗근 힘줄 뒤쪽, 두덩정강근 힘줄의 아래쪽에 놓이게 된다. 세 근육의 힘줄은 하나로 합쳐져 거위발이라고 불리는 구조물을 형성한다. 거위발의 이름은 이름 그대로 거위의 발처럼 생겼다고 하여 붙여졌다.

### 신경 분포
엉치신경얼기에서 나온 아래운동신경세포는 척수신경 L5-S2를 통해 나간다. 엉치신경얼기에서 아래운동신경세포는 궁둥신경을 통해 아래로 주행한다. 궁둥신경은 깊은종아리신경과 정강신경으로 갈라진다. 정강신경은 다른 햄스트링 근육인 반막근, 넙다리두갈래근과 함께 반힘줄근을 지배한다.

## 기능
반힘줄근은 넓적다리 뒤쪽에 위치한 세 개의 햄스트링 근육 중 하나이다. 다른 두 햄스트링 근육은 반막근과 넙다리두갈래근이며, 반힘줄근은 두 근육 사이에 놓여 있다. 햄스트링 근육은 모두 무릎을 고정시키고 엉덩관절을 펴는 작용을 한다.
또한 반힘줄근은 무릎이 굽혀져 있을 때 정강뼈를 넙다리뼈에 대해 안쪽으로 돌리며, 엉덩관절이 펴져 있을 때는 넙다리뼈를 안쪽으로 돌린다. 엉덩관절을 굽힐 때는 저항하는 힘을 낸다.

## 임상적 중요성
반힘줄근/두덩정강근(STG) 힘줄은 무릎인대나 넙다리네갈래근과 함께 자가이식편으로서 앞십자인대 재건술에 흔히, 그리고 성공적으로 활용되어 왔다. 반힘줄근/두덩정강근 힘줄의 double-bundle technique이나 하나의 힘줄에서 quadruple-bundle technique을 사용하여 대개 충분한 이식편의 크기를 얻을 수 있다.

## 추가 이미지

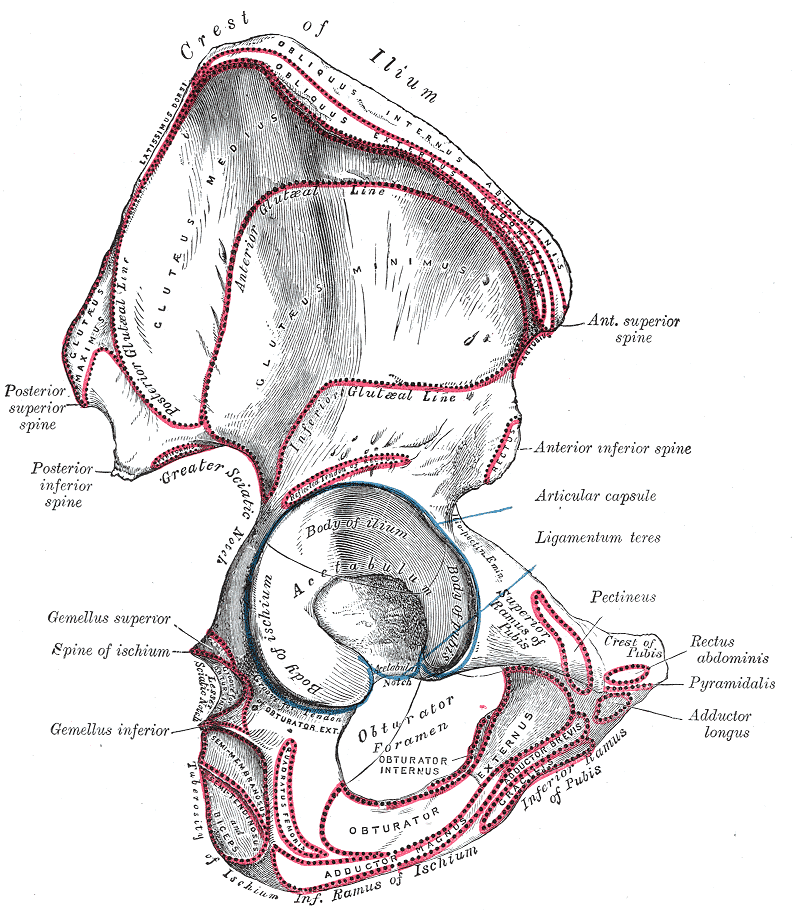
오른쪽 골반뼈 바깥쪽 표면
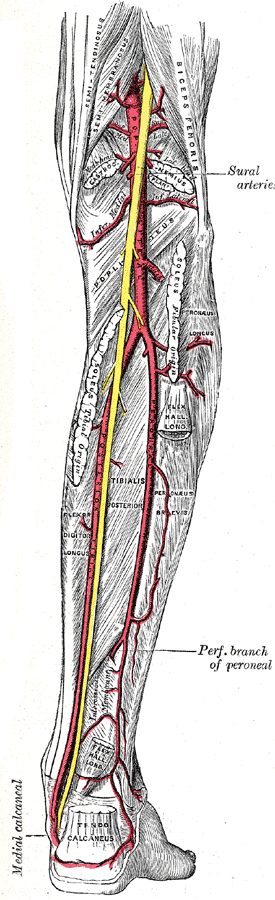
오금동맥, 뒤정강동맥, 종아리동맥
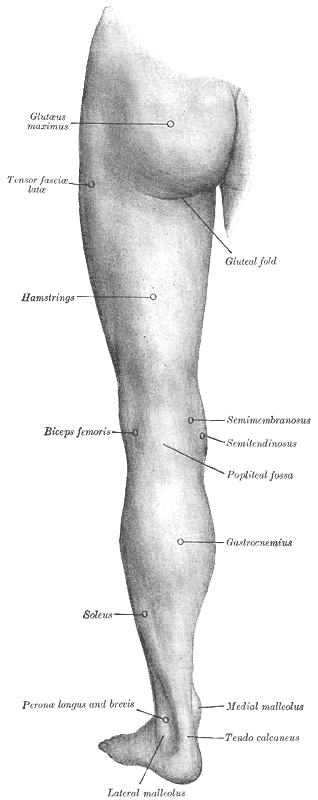
왼쪽 하지 아래쪽을 뒤에서 본 그림
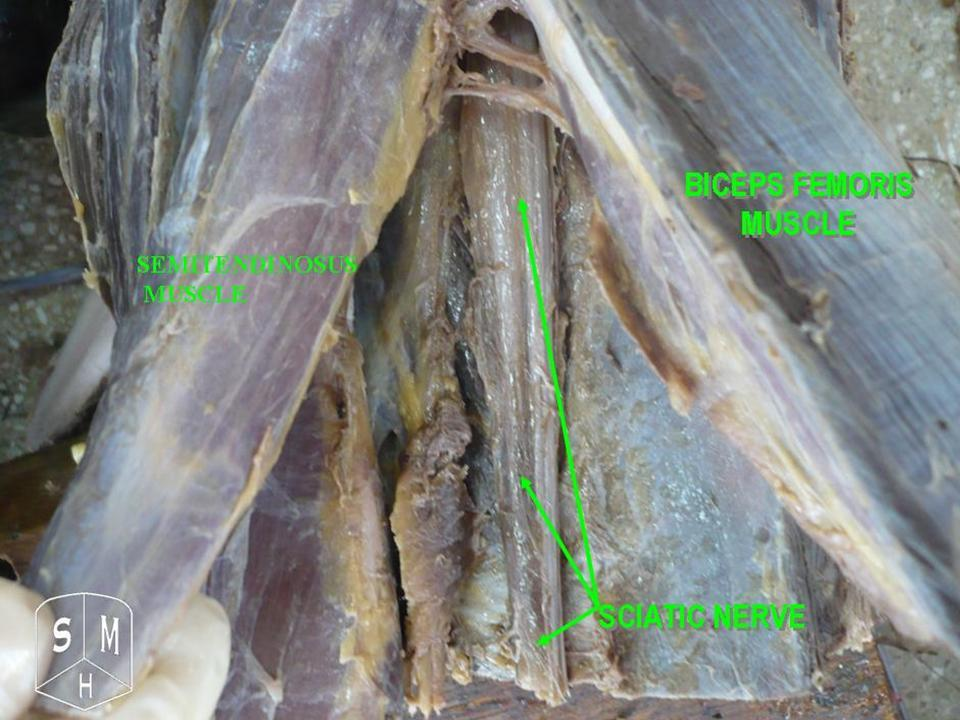
반힘줄근
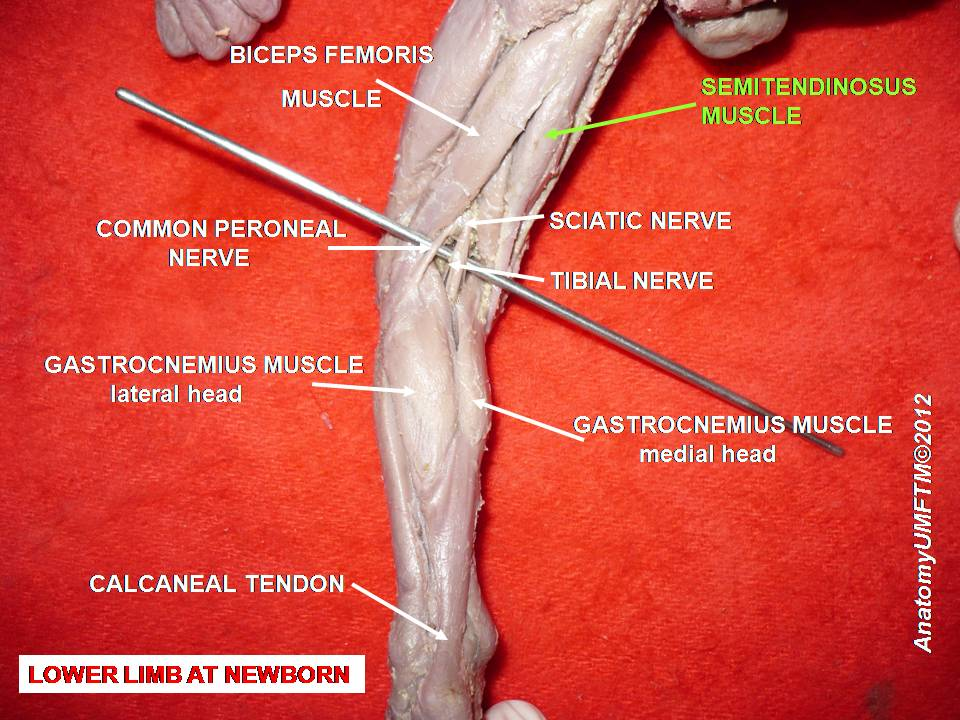
반힘줄근
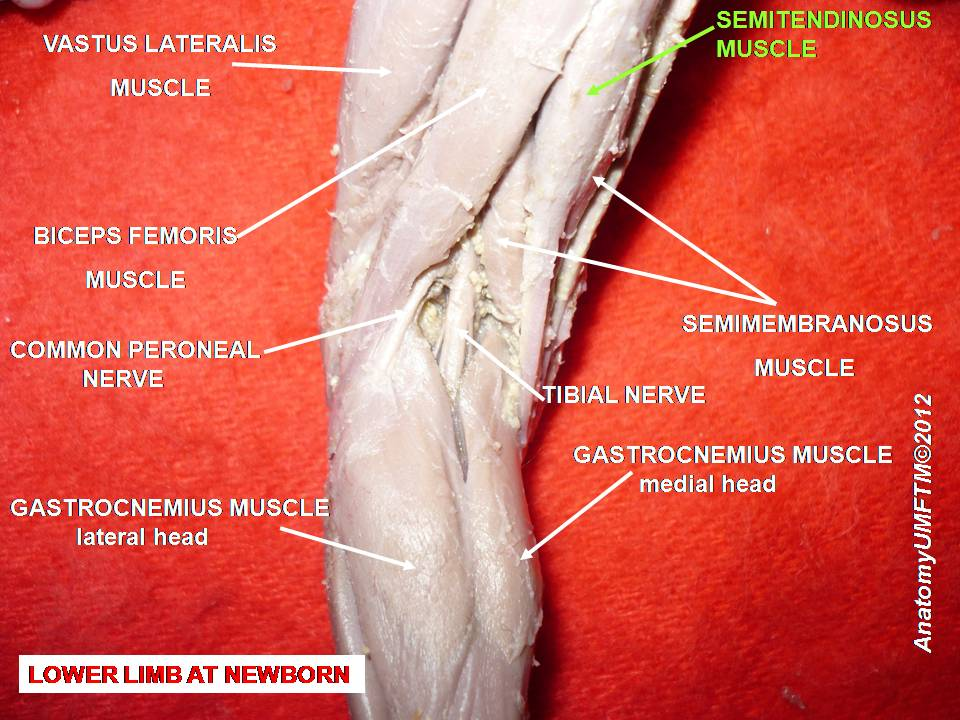
반힘줄근
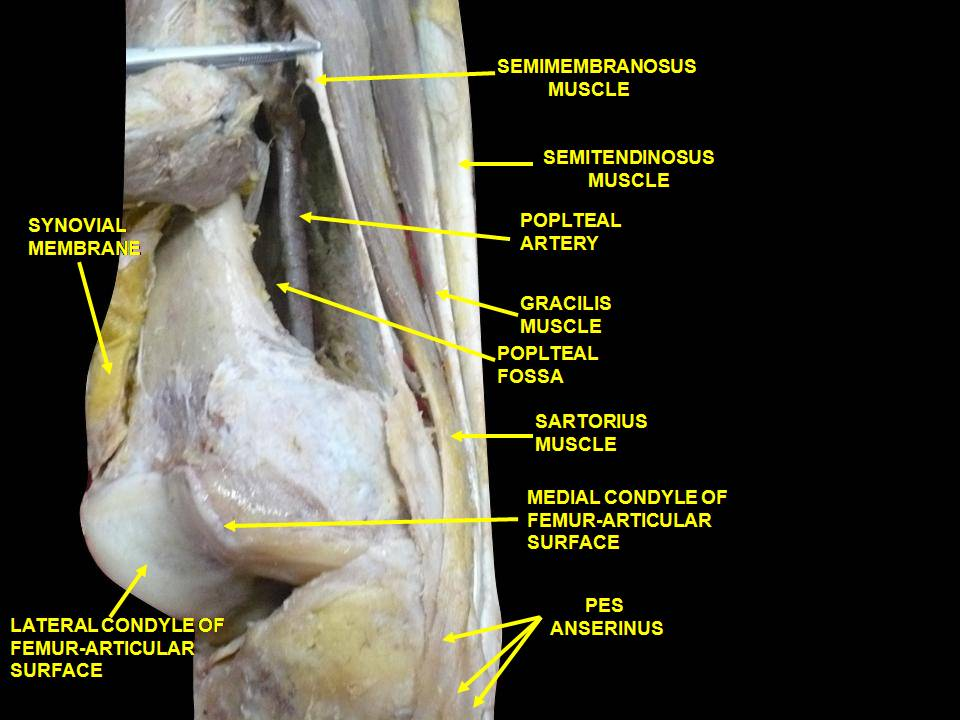
가쪽에서 본 넓적다리의 근육들
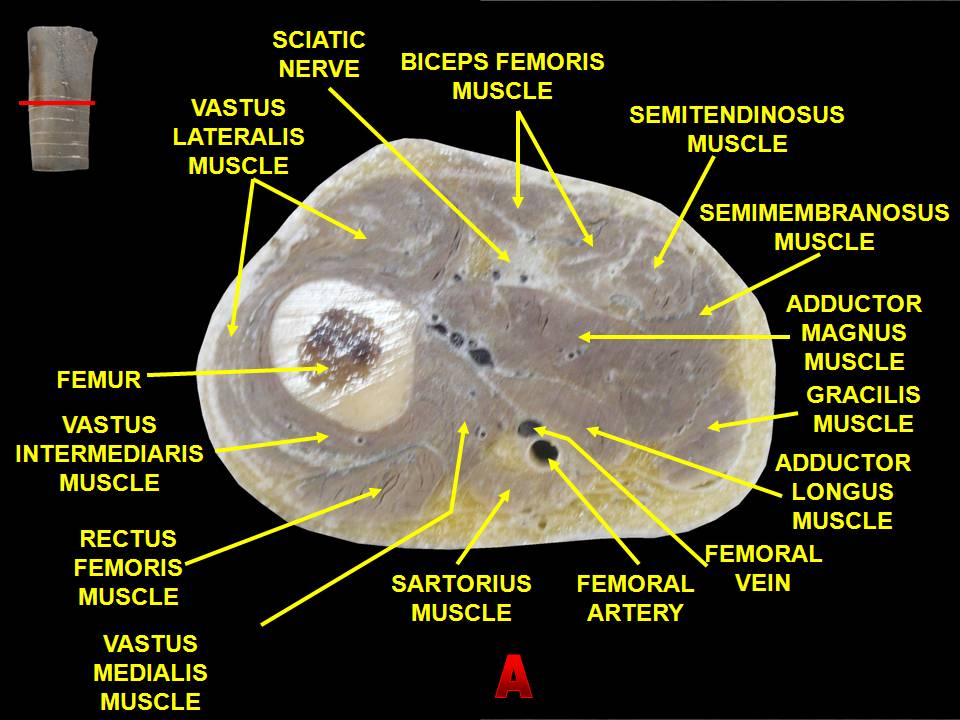
넓적다리 근육들의 단면
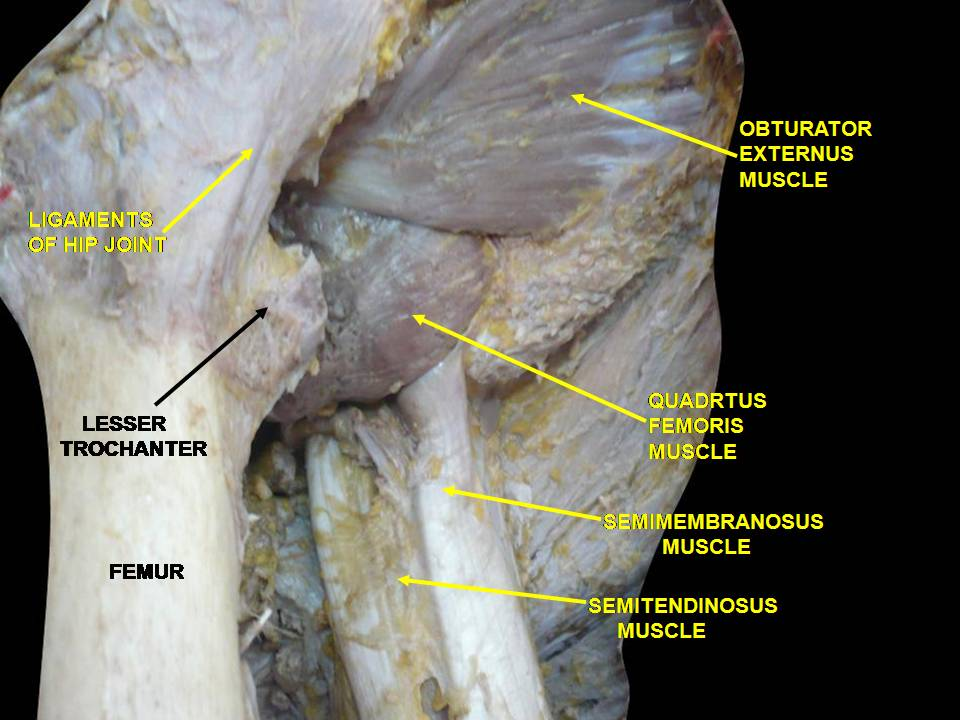
앞에서 본 넓적다리의 근육들

## 같이 보기
- 반막근
- 넙다리두갈래근

## 참고 문헌
이 문서는 현재 퍼블릭 도메인에 속하는 그레이 해부학 제20판(1918) page 479의 내용을 기초로 작성된 글이 포함되어 있습니다.
1. 1 2  Saladin, Kenneth S. Anatomy & Physiology: the unity of form and function. 5th ed. New York: McGraw-Hill, 2010. Print.
2. ↑  Agur, Anne M. R., Arthur F. Dalley, and J. C. Boileau Grant. Grant's Atlas of Anatomy. Philadelphia: Wolters Kluwer/Lippincott Williams & Wilkins, 2013. Print.
3. ↑  Suydam, Stephen M.; Cortes, Daniel H.; Axe, Michael J.; Snyder-Mackler, Lynn; Buchanan, Thomas S. (2017년 6월 27일). “Semitendinosus Tendon for ACL Reconstruction: Regrowth and Mechanical Property Recovery”. 《Orthopaedic Journal of Sports Medicine》 5 (6): 232596711771294. doi:10.1177/2325967117712944. ISSN 2325-9671. PMC 5490845. PMID 28680900.
4. ↑  Kern, Michael; Love, David; Cotter, Eric J.; Postma, William (2016년 11월 21일). “Quadruple-Bundle Semitendinosus-Gracilis Graft Technique for All-Inside Anterior Cruciate Ligament Reconstruction”. 《Arthroscopy Techniques》 5 (6): e1317–e1320. doi:10.1016/j.eats.2016.08.001. ISSN 2212-6287. PMC 5263219. PMID 28149730.